# Heiko Michael Hartmann
Heiko Michael Hartmann (* 1957 in Miltenberg) ist ein deutscher Jurist und Schriftsteller.

## Leben
Heiko Michael Hartmann wuchs in Würzburg auf. Er studierte Rechtswissenschaft und Philosophie an den Universitäten in Würzburg und Genf und war anschließend als Verwaltungsjurist beim Bundesaufsichtsamt für das Kreditwesen tätig. Er ließ sich dann beurlauben, um in Berlin als Autor zu wirken.
Der Dichterjurist ist Verfasser von drei Romanen: Während es sich bei „MOI“ (1997) um die phantastische Beschreibung einer skurrilen Seuche handelt, ist „Unterm Bett“ (2000) eine Satire aus dem deutschen Beamtenmilieu. 2006 erschien „Das schwarze Ei“. Sein Werk erscheint im Hanser Verlag, München.
Heiko Michael Hartmann erhielt 1996 das 3Sat-Stipendium beim Ingeborg-Bachmann-Wettbewerb in Klagenfurt sowie 1999 den Kurd-Laßwitz-Preis für das beste phantastische Hörspiel.

## Werke
- MOI, München, Wien 1997.
- Der pegnesische Blumenorden, Berlin 1998.
- Unterm Bett, München, Wien 2000.
- Mengmeng und Roberto, Berlin 2001 (zusammen mit Ingrid Jörg).
- Das schwarze Ei, München,  Wien 2006.
- (Mit Sibylle Lewitscharoff) Warten auf: Gericht und Erlösung. Poetischer Streit im Jenseits. Herder Verlag, Freiburg i. Br. 2020.